# Ceràmica fenícia

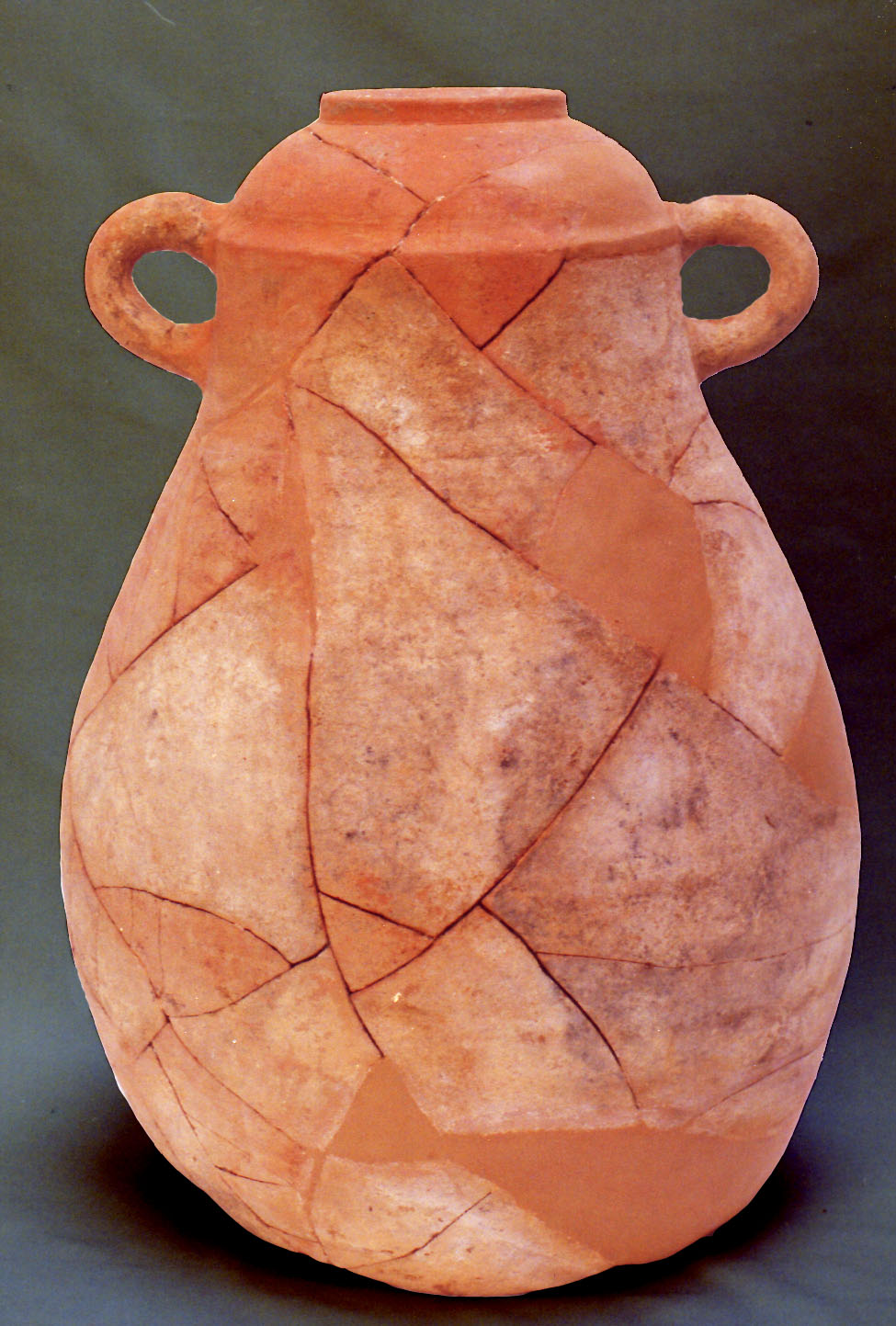
Àmfora fenícia del jaciment d'Alt de Benimaquia (segle abans de la nostra era)

La Ceràmica fenícia és la ceràmica elaborada en l'Antiguitat pel poble fenici («phoinikes», «Phoinike») de la zona mediterrània hui ocupada pel Líban i relacionada amb la semítica «Chanaan» o Canaan. Tingué continuïtat historicocultural en la ceràmica púnica o cartaginesa, amb la qual apareix unida en alguns estudis.

## Principals focus de producció
El focus principal en fou el jaciment arqueològic de Tir, que va analitzar Bikai en el seu ja clàssic estudi sobre la cultura fenícia. També en són molt importants les troballes de Sarepta.

### Mediterrània occidental
A la Mediterrània occidental destaquen els assentaments fenicis de la península Ibèrica, als jaciments arqueològics de Toscanos, Chorreras i el Morro de Mezquitilla, a la província de Màlaga, i els atlàntics de Doña Blanca i Huelva. Al Morro, per exemple, s'ha detectat la presència d'argiles locals, així com de colònies germanes. La tipologia inicial, escindida i desapareguda com a focus feniciopúnics, es fusionaria després amb estils d'influència grega a Sicília i de la tartèssia del sud de la península Ibèrica.
Car Bellido data la crisi dels assentaments fenicis de l'actual Andalusia cap al segle VI abans de la nostra era (amb restes d'incendis i destruccions contemporanis de la desaparició de Tartessos). La transició del fenici al púnic s'ha datat del 550 abans de la nostra era.
Un altre focus important a la Mediterrània occidental en són els jaciments nord-africans, com ara el de Sidi Abdeselam del Behar, al costat de Tetuan.

## Característiques
Se'n diferencien alguns tipus:
- La terrisseria monocroma de vernís o engalba rogenca, amb producció de gots trilobulats o amb "boca de bolet", bols, copes i peveters, trípodes, llànties “unicornes”, àmfores i plats de vorell marcat.
- Contemporània de la monocroma, hi ha una luxosa producció terrissaire pintada policroma, a més d'àmfores per al transport d'oli i vi.[10]

## Museologia
La ceràmica fenícia, localitzada en museus de Grècia, Istanbul, Beirut, Egipte, Itàlia i estat espanyol, té també representació en museus com el Louvre, el Museu Britànic, el Museu de Cadis, el Metropolità d'Art de Nova York, l'Arqueològic Nacional Sard de Càller, el Reial de Mariemont de Bèlgica, i l'Arqueològic Nacional de Madrid, entre altres instal·lacions.

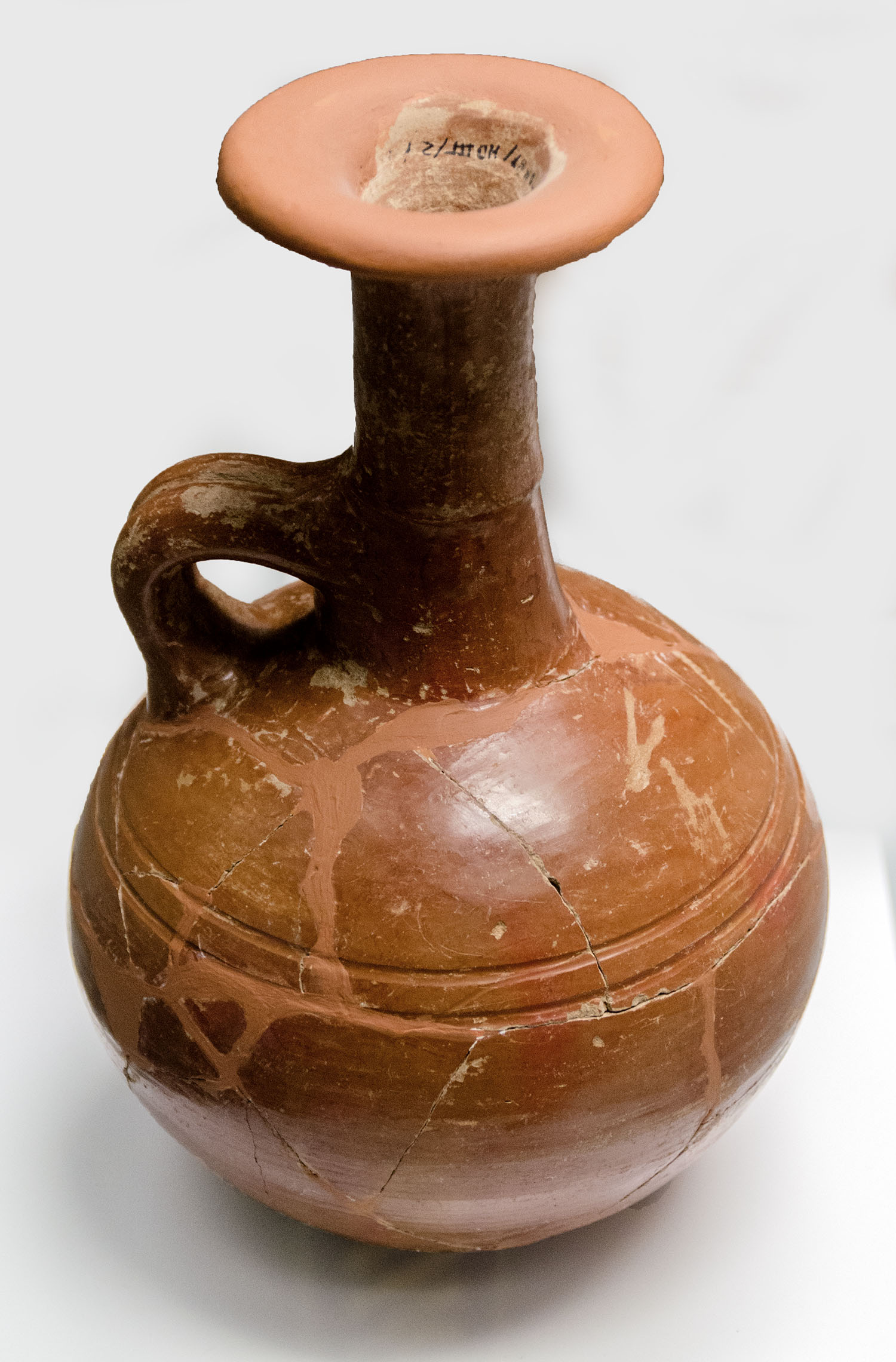
Gerro de boca de bolet. Museu de Cadis
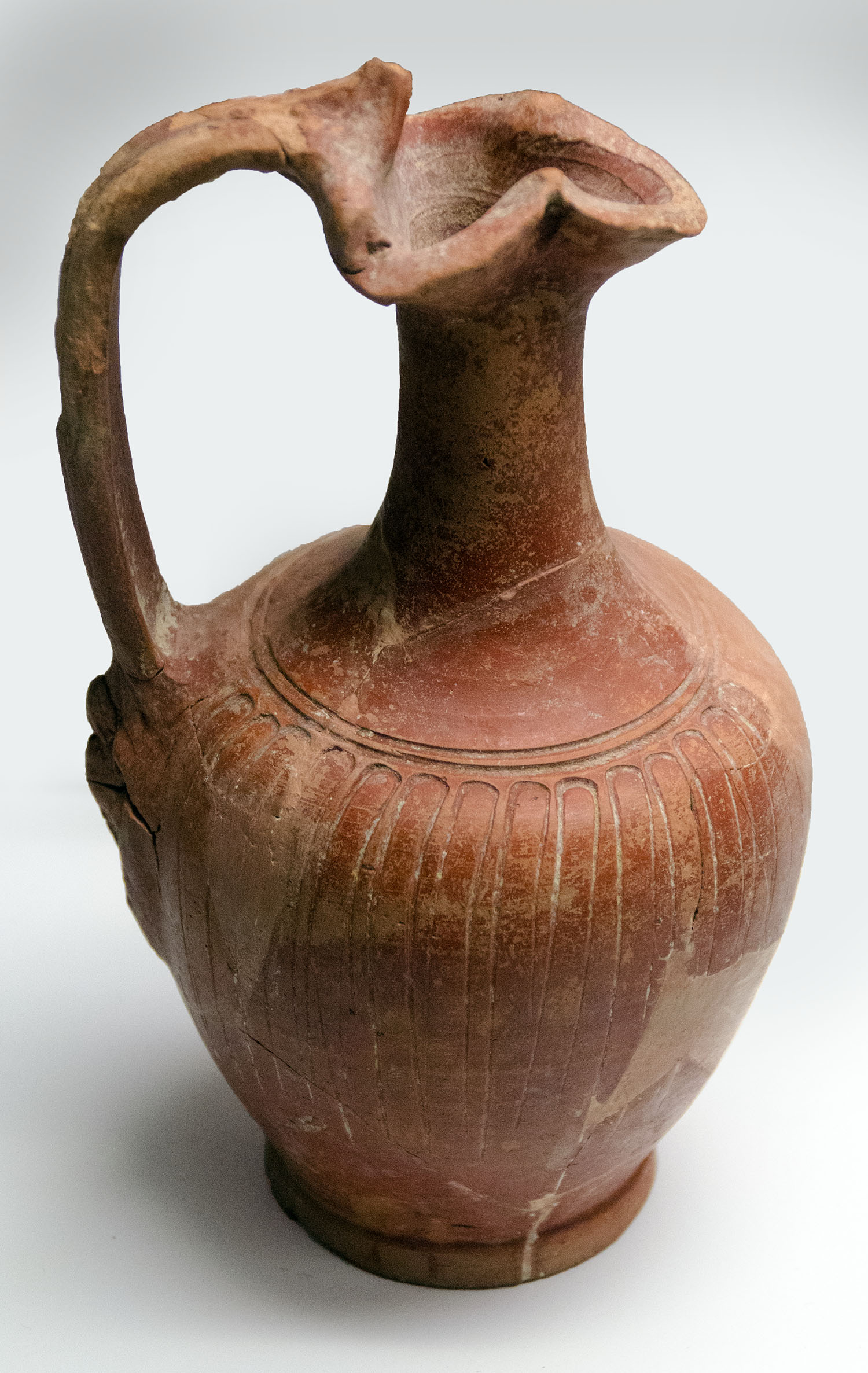
Gerra trilobulada (necròpoli de Cadis)
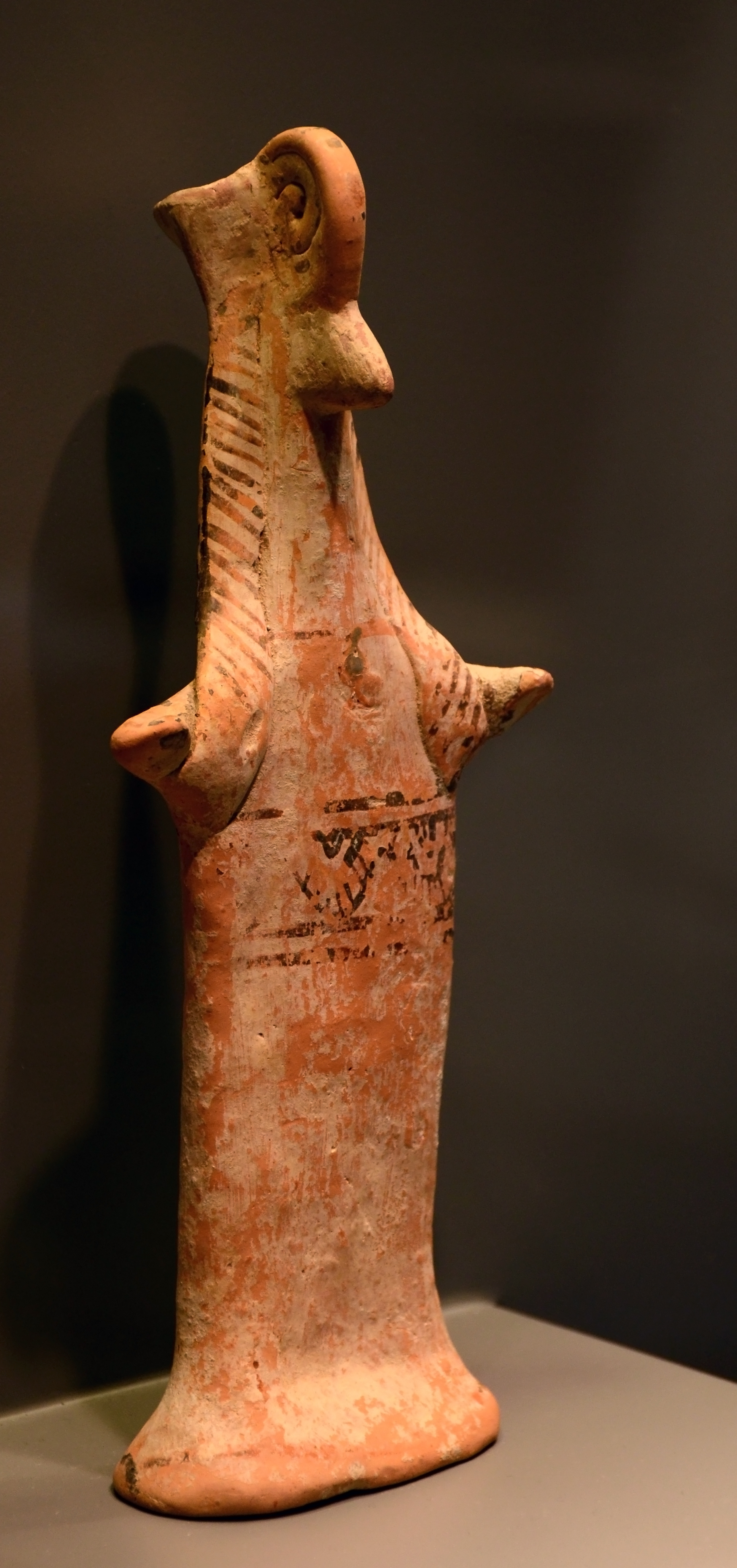
Figura. Museu de Mariamont
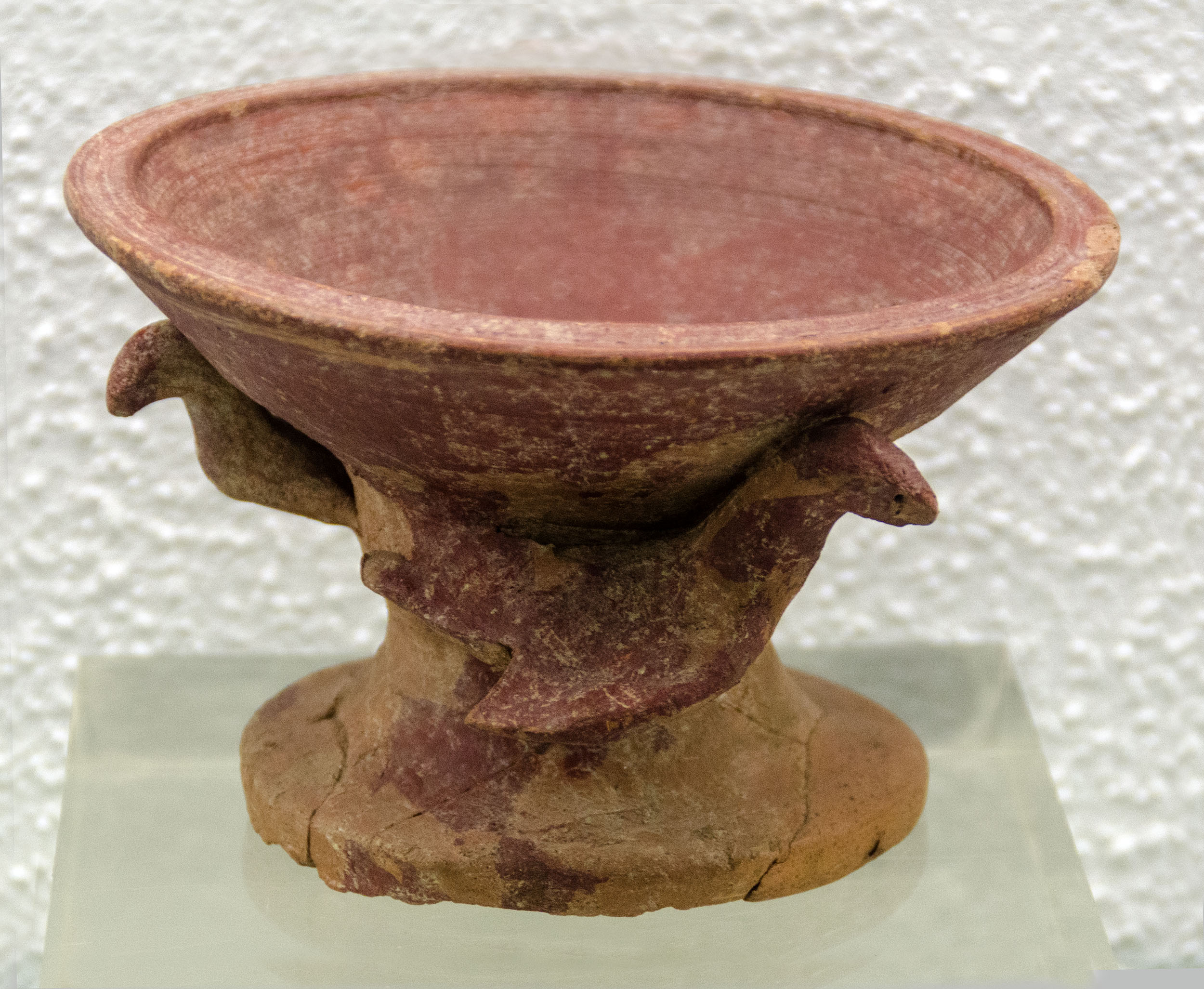
Copa. Museu Arqueològic de Sevilla